# Karsten Jensen
Karsten Jensen (* 30. Dezember 1976) ist ein dänischer ehemaliger Fußballspieler.

## Karriere
Jensen begann seine Profikarriere bei Næstved IF. 2004 wurde er an Herfølge BK abgegeben. Von 2005 bis 2007 spielte er dann wieder bei Næstved. Im Juli 2007 unterschrieb er einen Vertrag bei Rot-Weiss Essen. Nach nur einer Woche bei Rot-Weiss Essen bat er den Verein, seinen Vertrag aus persönlichen Gründen wieder aufzulösen. 

## Persönliches
Er heiratete seine Frau Betina am 1. Juli 2007 in Dänemark.
| Personendaten    | Personendaten            |
| ---------------- | ------------------------ |
| NAME             | Jensen, Karsten          |
| KURZBESCHREIBUNG | dänischer Fußballspieler |
| GEBURTSDATUM     | 30. Dezember 1976        |